# Boy Edgarprijs

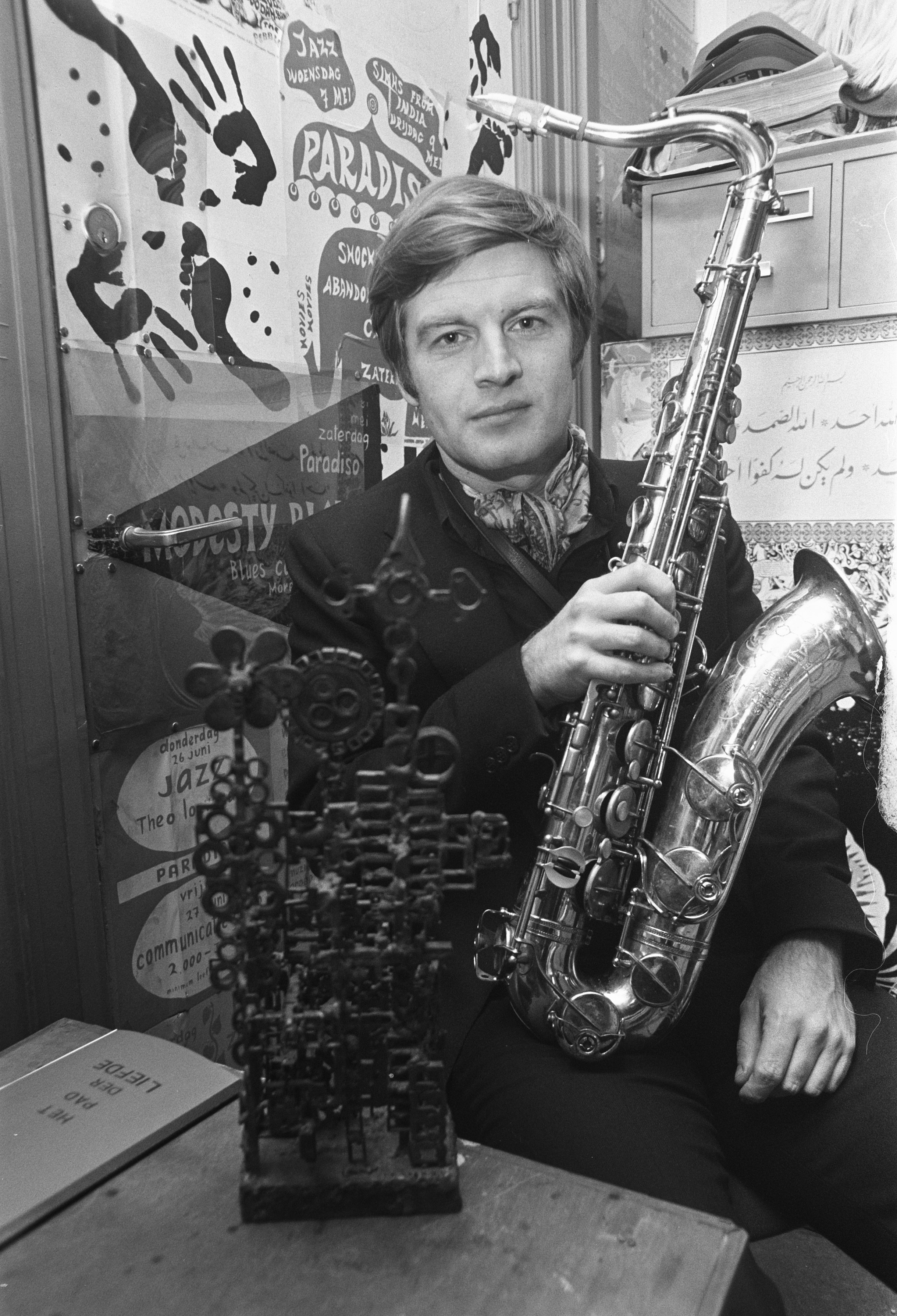
Hans Dulfer met de plastiek horend bij de Wessel Ilcken Prijs (1969)

De Boy Edgarprijs is de belangrijkste prijs in Nederland voor jazz en geïmproviseerde muziek. De prijs bestaat uit een geldbedrag, een door de winnaar samengestelde concertavond en een wisseltrofee, de bronzen sculptuur 'John Coltrane' van Jan Wolkers uit 1963.
De toekenning en uitreiking werd jarenlang georganiseerd door Stichting Jazz in Nederland. Tot 2013 lag de organisatie in handen van de VPRO en Muziek Centrum Nederland. Stichting Boy Edgar Prijs organiseerde vanaf 2013 de toekenning en uitreiking van de belangrijkste Nederlandse onderscheiding voor jazz en geïmproviseerde muziek, in samenwerking met het Bimhuis. Buma Cultuur was vanaf 2014 hoofdsponsor en de prijs werd vanaf 2016 mede ondersteund door North Sea Jazz. De Boy Edgar Prijs werkte samen met VPRO Vrije Geluiden. 
Op initiatief van de Stichting Boy Edgar Prijs werd de organisatie, selectie en uitreiking van de prijs met ingang van 30 april 2021 overgedragen aan het Fonds Podiumkunsten. De prijs is hernoemd tot Boy Edgarprijs en het geldbedrag verhoogd tot € 25.000. 

## Geschiedenis
De prijs bestaat sinds 1963, aanvankelijk onder de naam Wessel Ilcken Prijs, als erkenning voor grote verdienste voor de jazz in Nederland. De prijs was vernoemd naar de enkele jaren daarvoor overleden slagwerker Wessel Ilcken. In eerste instantie was de prijs een oeuvreprijs, later (vanaf 1974) werd de prijs een aanmoedigingsprijs voor nieuw talent. In 1983 zetten Ilckens vrouw Rita Reys en Pim Jacobs de Wessel Ilckenprijs voort als aanmoedigingsprijs die op het Loosdrecht Jazz Festival werd uitgereikt aan jonge, veelbelovende jazzsolisten.

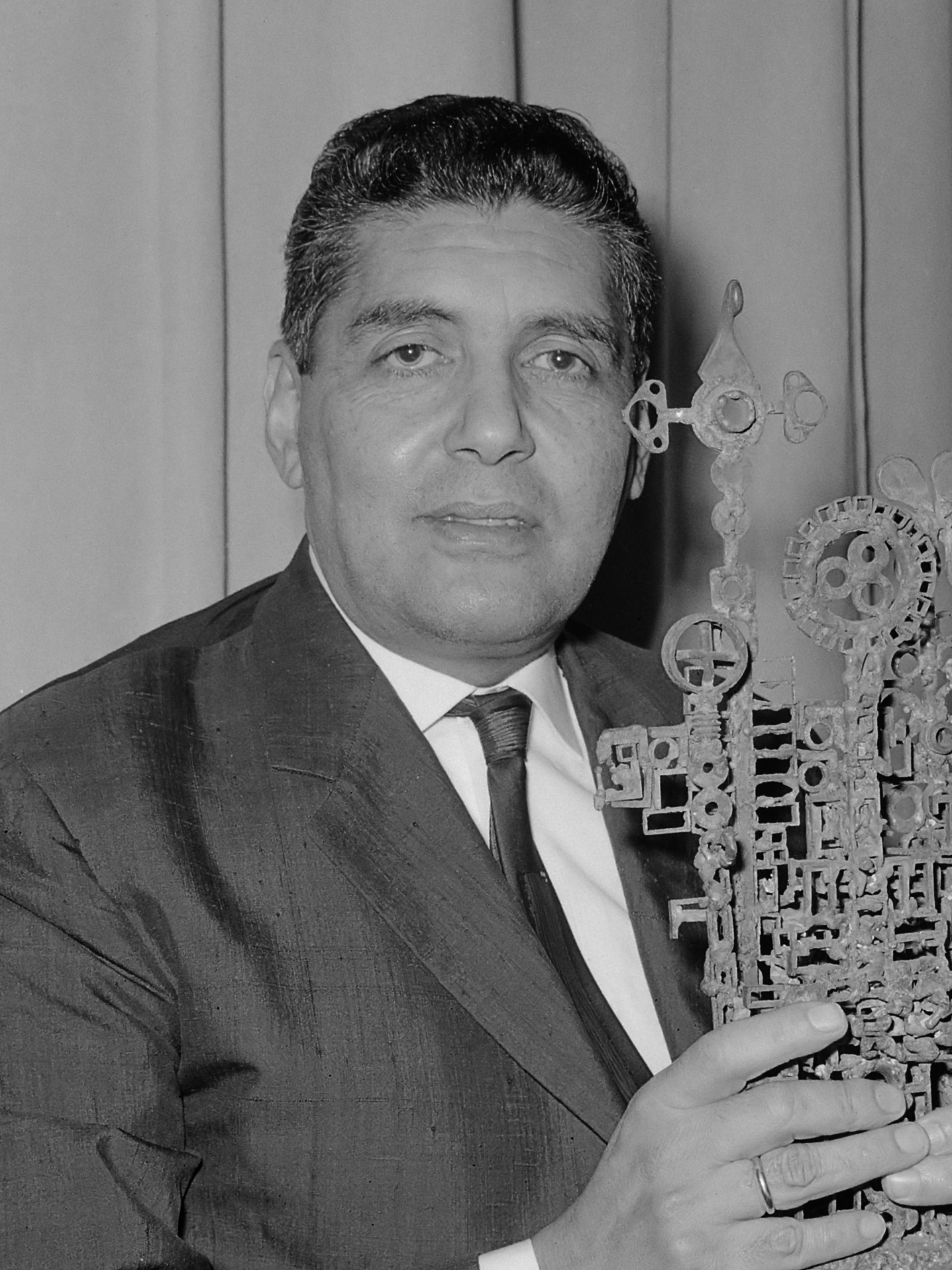
1964: Boy Edgar

In 1980 overleed jazzdirigent en -musicus Boy Edgar. Vanaf dat moment ging de prijs verder onder de naam Boy Edgar Prijs en werd de prijs weer een oeuvreprijs. In 1992 koppelde de omroeporganisatie VPRO haar naam aan de prijs. In 2014 werd de prijs hernoemd tot Buma Boy Edgar Prijs, naar de hoofdsponsor Stichting Buma Cultuur. In 2021 keerde de naam Boy Edgarprijs terug.

## Winnaars

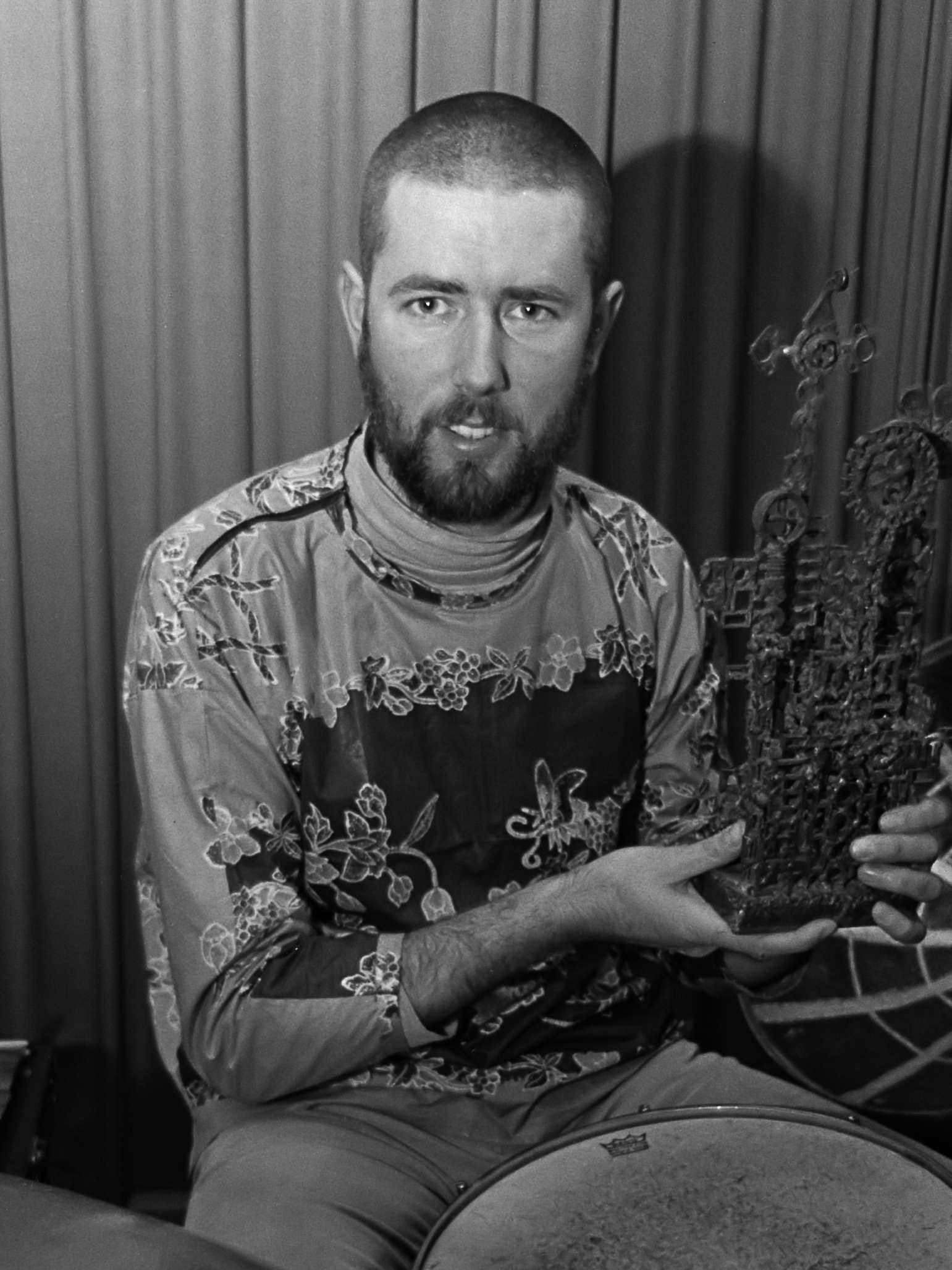
1967: Han Bennink

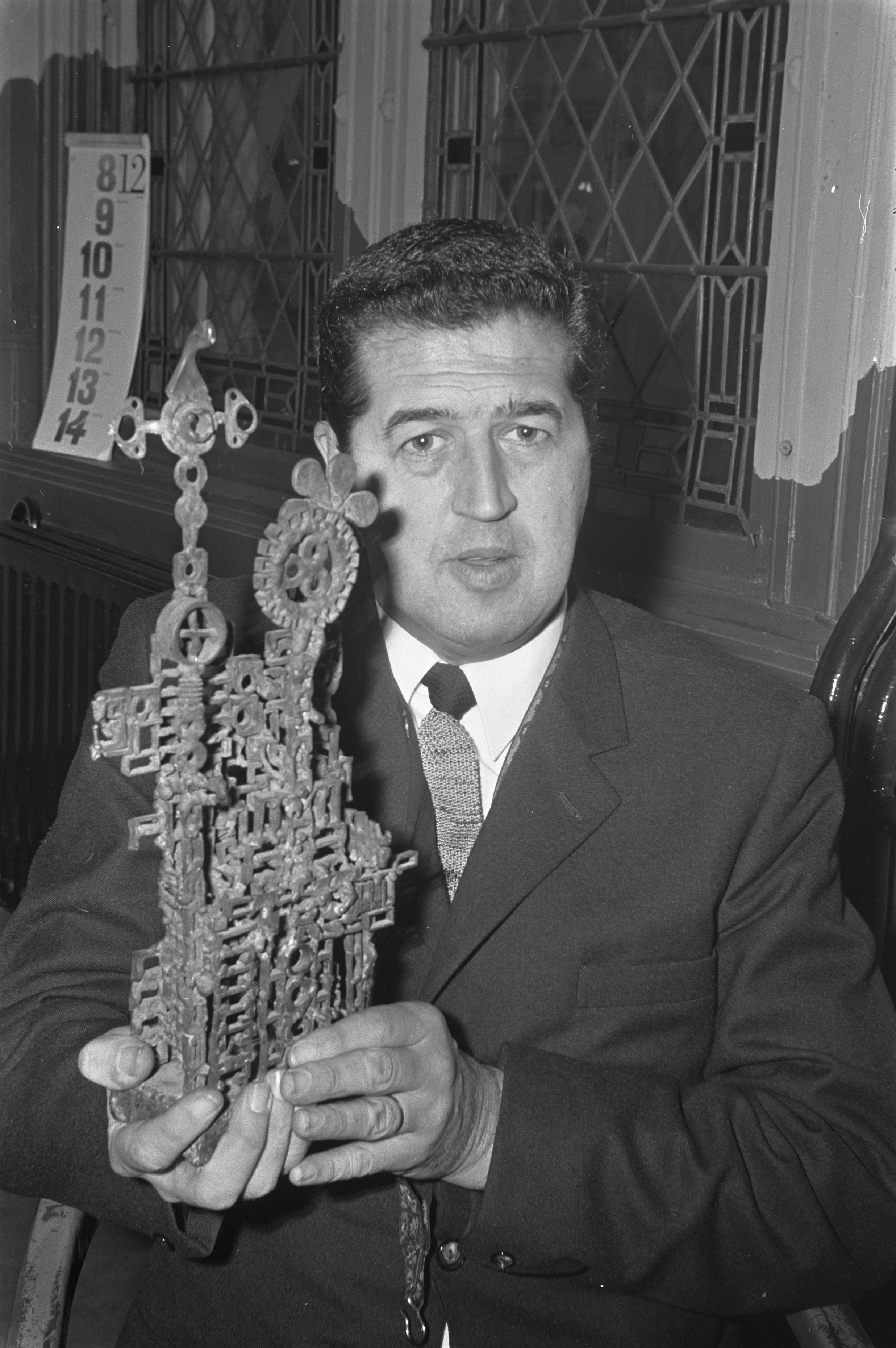
1968: Harry Verbeke

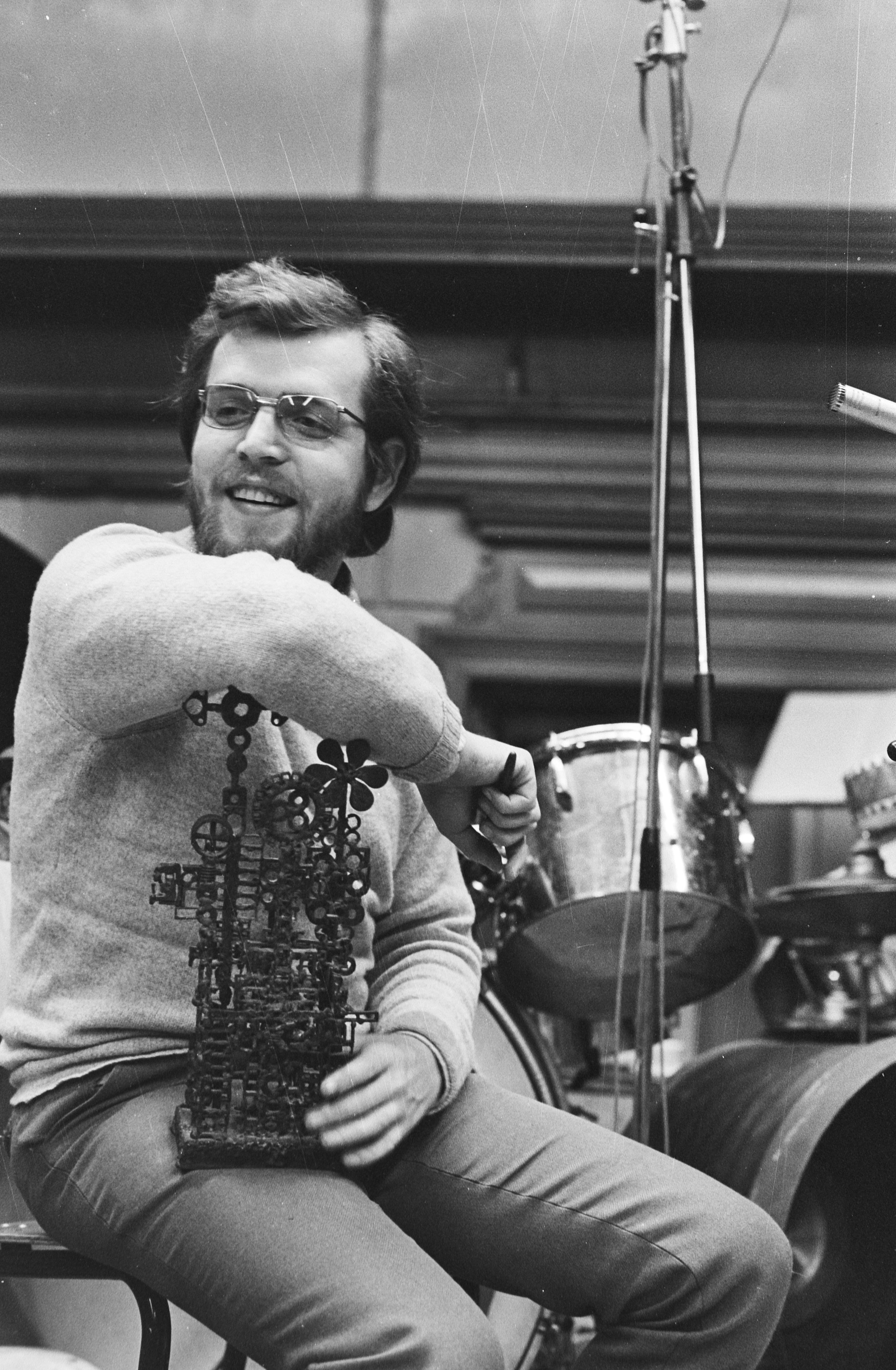
1970: Willem Breuker

### Wessel Ilcken Prijs
- 1963 - Herman Schoonderwalt
- 1964 - Boy Edgar
- 1965 - Piet Noordijk
- 1966 - Misha Mengelberg
- 1967 - Han Bennink
- 1968 - Harry Verbeke
- 1969 - Hans Dulfer
- 1970 - Willem Breuker
- 1971 - Gijs Hendriks
- 1972 - Kees Hazevoet
- 1973 - Leo Cuypers
- 1974 - Leerorkest De Boventoon
- 1975 - Ohm
- 1976 - prijs niet uitgereikt
- 1977 - prijs niet uitgereikt
- 1978 - Stichting Claxon: Maarten Altena en Michel Waisvisz
- 1979 - Theo Loevendie
- 1984 - Toon Roos
- 1985 - Olaf Tarenskeen
- 1986 - Frits Landesbergen
- 1987 - Rob van Bavel
- 1988 - Ruud Breuls
- 1990 - Adriana Romijn
- 1991 - Benjamin Herman

### Boy Edgar Prijs
- 1980 - Rein de Graaff
- 1981 - Guus Janssen
- 1982 - Alan Laurillard
- 1983 - Nedly Elstak
- 1984 - Martin van Duynhoven
- 1985 - Ernst Reijseger
- 1986 - Michael Moore
- 1987 - Jan Cees Tans
- 1988 - John Engels
- 1989 - Ab Baars
- 1990 - Greetje Bijma
- 1991 - prijs niet uitgereikt

### VPRO/Boy Edgar Prijs

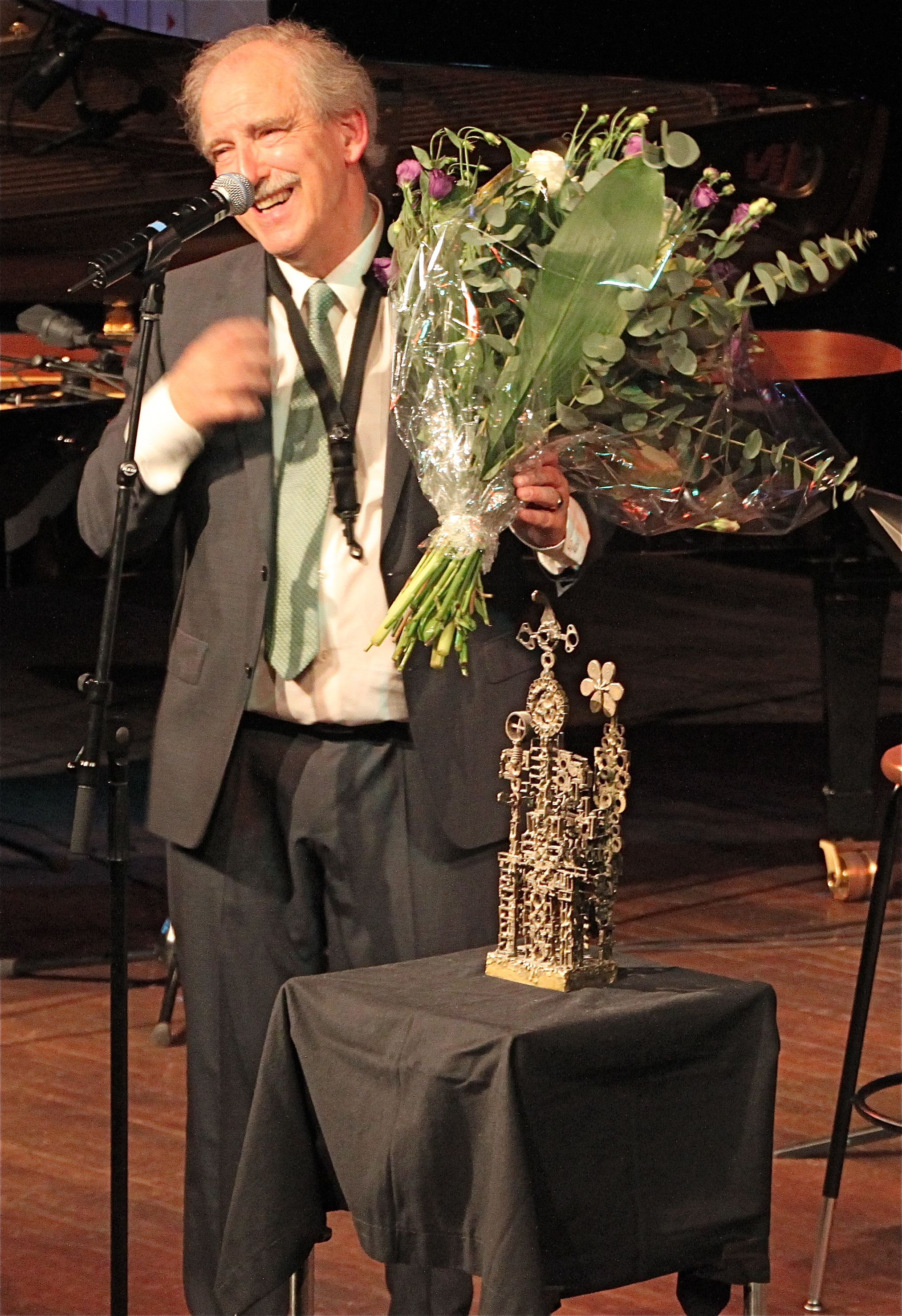
2011: Ferdinand Povel

- 1992 - Willem van Manen
- 1993 - Willem Breuker
- 1994 - Franky Douglas
- 1995 - Wolter Wierbos
- 1996/97 - Michiel Braam
- 1997/98 - Corrie van Binsbergen
- 1998/99 - Paul van Kemenade
- 2000 - Sean Bergin
- 2001 - Eric Vloeimans
- 2002 - Tony Overwater
- 2003 - Tobias Delius
- 2004 - Luc Houtkamp
- 2006 - Benjamin Herman
- 2007 - Bert van den Brink
- 2008 - Pierre Courbois
- 2009 - Ernst Glerum
- 2010 - Anton Goudsmit
- 2011 - Ferdinand Povel
- 2012 - Yuri Honing
- 2013 - Oene van Geel

### Buma Boy Edgar Prijs
- 2014 - Jeroen van Vliet
- 2015 - Tineke Postma
- 2016 - Wilbert de Joode
- 2017 - Martin Fondse
- 2018 - Jasper van 't Hof
- 2019 - Jasper Blom
- 2020 - Ack van Rooyen
- 2021 - prijs niet uitgereikt

### Boy Edgarprijs
- 2022 - Ronald Snijders
- 2023 - Monica Akihary
- 2024 - Tony Roe